# Saguinus bicolor
El  tamarino calvo (Saguinus bicolor) es un especie de primate platirrino en peligro crítico de extinción que se encuentra en una zona restringida de la Amazonía brasileña y los límites de la ciudad de Manaus, capital de Amazonas estado de Brasil. La distribución principal es el río Cueiras y el río Preto. Existen múltiples amenazas para el tamarino calvo como la destrucción del hábitat y la competencia interespecífica.
Los individuos viven en grupos de 15 miembros. El tamaño del grupo en la reserva Adolpho Ducke es de 4,8 individuos mientras que en alrededores de Manaus es de 6,19 individuos. La gestación dura de 140 a 170 días.
El tamarino calvo es omnívoro, su dieta consiste en frutas, flores, néctar, insectos, arañas, pequeños vertebrados y huevos de aves.
El tamarino calvo mide de 20,8 a 28,3, sin incluir la cola que mide de 33,5 a 42,0. Los machos pesan 428 gramos. Su esperanza de vida es de 10 años en su hábitat silvestre.
Sus predadores naturales son gatos, aves de rapiña y serpientes. En el entorno urbano sus predadores son los gatos domésticos y los perros callejeros.
Principales áreas protegidas fuera de Manaus:
- Parque estatal Río negro.
- Refugio de vida silvestre Sauim-Castanheiras.
- Reserva forestal Adolpho Ducke.
- Reserva forestal Walter Egler

Principales áreas protegidas en Manaus:
- El campus de la Universidade federal do Amazonas.
- La zona de amortiguación alrededor del Aeropuerto Internacional Eduardo Gomes.
- La zona de amortiguación alrededor del Aeropuerto Regional Ponte Pelada.
- Parque estatal Sumauma.
- Parque municipal Mindu.
- Club del campo SESCI.